# جيمي دود
جيمي دود (بالإنجليزية: Jimmy Dodd)‏ هو لاعب كرة قدم بريطاني، ولد في 12 ديسمبر 1933 في والاسي في المملكة المتحدة. لعب مع نادي بانغور سيتي ونادي ترانمير روفرز لكرة القدم.